# Drakbåt

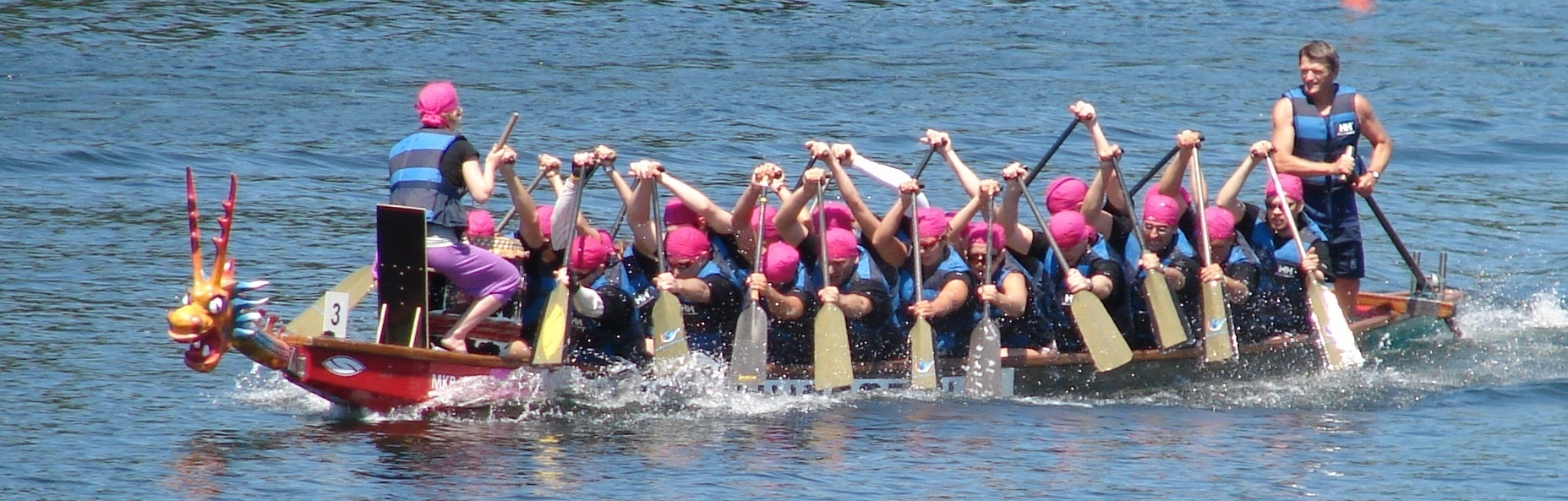
Drakbåt i Budapest 2010.

Drakbåt, i tävlingssammanhang kallade Dragon boat, är en lång och smal kanotliknande båt som drivs fram av sin besättning med hjälp av lösa enbladiga paddlar. Båtarna finns i olika storlekar som benämns efter antalet besättningsmän. De minsta båtarna har en besättning på åtta personer och de största har 120 paddlare. På de större båtarna sitter paddlarna två och två i bredd. Vid internationella tävlingar används båtar för 10 respektive 20 paddlare. På båtar större än de med åtta mans besättning finns också en styrman och takthållare. Namnet drakbåt kommer av att båtarna smyckas med drakhuvud, draksvans och dekor. Draken anses i Kina vara den kraftfullaste varelsen och bringa både tur och framgång.
I Hongkong hålls årligen den största festivalen, Tuen Ng-festivalen, med deltagare från hela världen. Det finns även andra internationella tävlingar men vanligast är arrangemang där företag utmanar och tävlar mot varandra i stadsfestivaler.

## Legenden
Enligt legenden fanns det en politiker i det kinesiska kungadömet Chu för mer än 2 000 år sedan som hette Qu Yuan. Han var mycket populär eftersom han var ärlig och folklig till skillnad från korrumperade makteliten. Qu Yuan förvisades därför och eftersom kungen av Chu inte fick de goda råden följde Chu de andra kungarikenas öde och erövrades av Qin. Efter att ha drivit omkring i landet och försörjt sig som poet tog Qu Yuan sitt liv genom att dränka sig i floden Mi Lo. De lokala fiskarna skyndade till med sina båtar men misslyckades med att rädda Qu Yuan. För att hindra fiskar från att äta av kroppen och för att skrämma onda andar slog fiskarna med paddlar i vattnet och slog på trummor. För att hedra minnet av händelsen ordnades sedan årliga drakbåtstävlingar i hela Kina.

## Drakbåtsracing

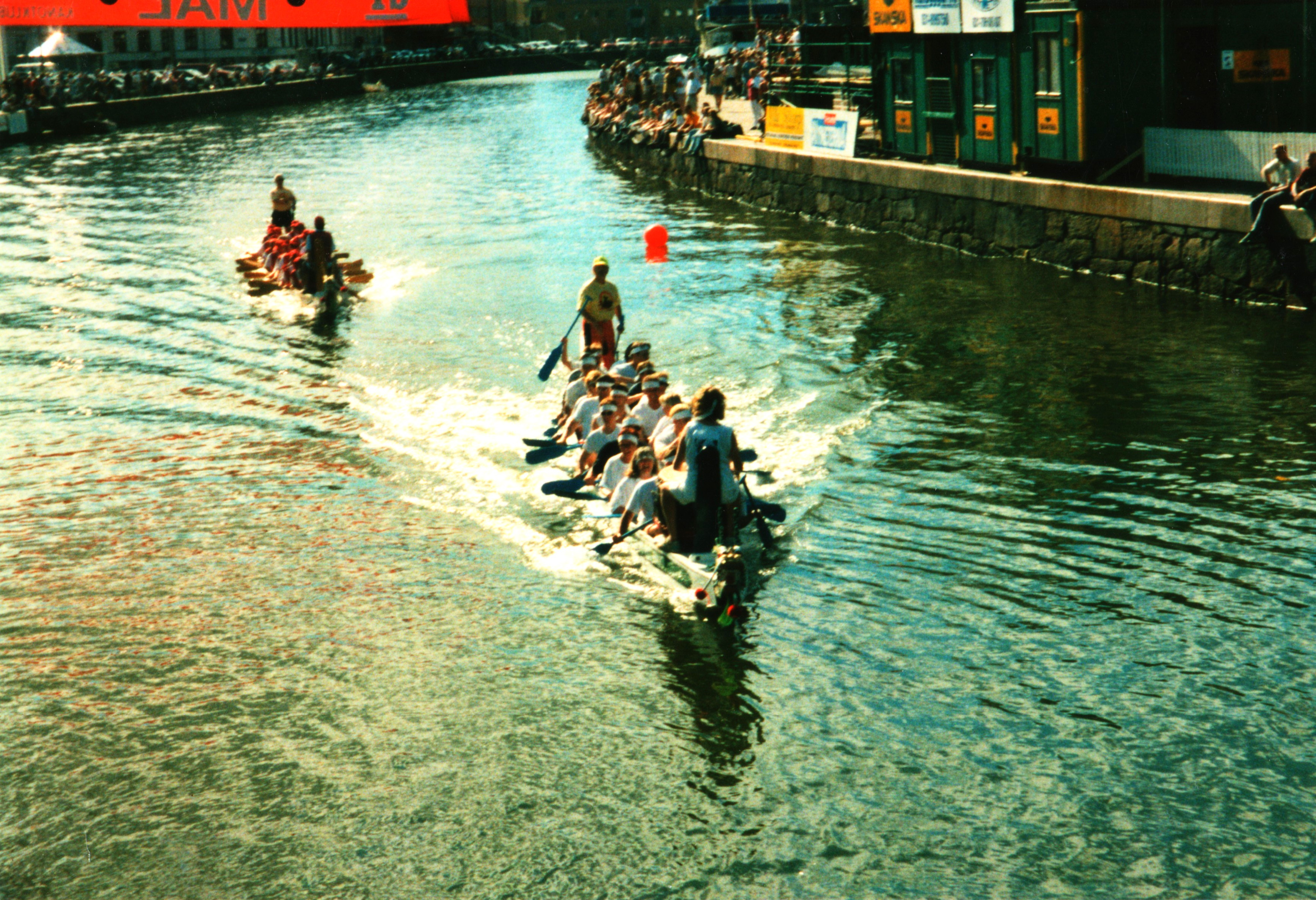
Drakbåtstävling i Vallgraven i Göteborg, cirka 1990.

Moderna drakbåtstävlingar finns i såväl 20- som 10-mannabåtar, exklusive trummare och styrman. I Sverige benämns båtarna som används vid officiella tävlingar "dragon boats" för att skilja dem från tävlingar som genomförs på festivaler. På de stora mästerskapen finns tävlingar i dam-, open/herr- och mixedklasser. Open-klassen domineras av herrpaddlare, men som namnet antyder får damer vara med laguppställningarna. I mixedklasserna ska det finnas minst åtta paddlare av vardera kön i en tjugomannabåt, och minst fyra i en tiomannabåt. Beträffande styrman och trummare får dessa vara både herrar och damer, förutom vid IDBF:s tävlingar, där det i damklassen krävs kvinnlig trummare och kvinnlig styrman. 
Det finns mästerskap i såväl klubblag som landslag. På mästerskap finns det speciella ungdoms- och juniorklasser, samt en veteranklass (masterklass) för personer som är över 40, 50 respektive 60 år.
De vanligaste tävlingsdistanserna är 200 eller 250 meter, 500 meter, 1000 meter och 2000 meter. Även längre sträckor förekommer. Exakta tävlingsbestämmelser varierar beroende på vilken tävlingsarrangören är. 

### Mästerskap
Det finns två förbund som arrangerar internationella mästerskap, både International dragon boat federation (IDBF) och International Canoe Federation (ICF). Båda förbunden arrangerar klubblags-VM vartannat år, och landslags-VM vartannat. 

#### IDBF och EDBF
| Världsmästerskap | Världsmästerskap | Världsmästerskap          | Världsmästerskap |
| År               | Typ              | Värdort                   | Land             |
| ---------------- | ---------------- | ------------------------- | ---------------- |
| 1995 Detaljer... | Landslag         | Yueyang                   | Kina             |
| 1996 Detaljer... | Klubblag         | Vancouver                 | Kanada           |
| 1997 Detaljer... | Landslag         | Hongkong                  | Hongkong         |
| 1998 Detaljer... | Klubblag         | Wellington                | Nya Zeeland      |
| 1999 Detaljer... | Landslag         | Nottingham                | Storbritannien   |
| 2000             |                  |                           |                  |
| 2001 Detaljer... | Landslag         | Philadelphia              | USA              |
| 2002 Detaljer... | Klubblag         | Rom                       | Italien          |
| 2003 Detaljer... | Landslag         | Poznań                    | Polen            |
| 2004 Detaljer... | Landslag         | Shanghai                  | Kina             |
| 2004 Detaljer... | Klubblag         | Kapstaden                 | Sydafrika        |
| 2005 Detaljer... | Landslag         | Berlin                    | Tyskland         |
| 2006 Detaljer... | Klubblag         | Toronto                   | Kanada           |
| 2007 Detaljer... | Landslag         | Sydney                    | Australien       |
| 2008 Detaljer... | Klubblag         | Penang                    | Malaysia         |
| 2009 Detaljer... | Landslag         | Prag                      | Tjeckien         |
| 2010 Detaljer... | Klubblag         | Macao                     | Macao            |
| 2011 Detaljer... | Landslag         | Tampa Bay                 | USA              |
| 2012 Detaljer... | Klubblag         | Hongkong                  | Hongkong         |
| 2013 Detaljer... | Landslag         | Szeged                    | Ungern           |
| 2014 Detaljer... | Klubblag         | Ravenna                   | Italien          |
| 2015 Detaljer... | Landslag         | Welland                   | Kanada           |
| 2016 Detaljer... | Klubblag         | Adelaide                  | Australien       |
| 2017 Detaljer... | Landslag         | Kunming Divonne-les-Bains | Kina Frankrike   |
| 2018 Detaljer... | Klubblag         | Szeged                    | Ungern           |
| 2019 Detaljer... | Landslag         | Pattaya                   | Thailand         |
| 2020 Detaljer... | Klubblag         | Aix-les-Bains             | Frankrike        |
| 2021 Detaljer... | Landslag         | Hongkong                  | Hongkong         |

| Europamästerskap | Europamästerskap | Europamästerskap  | Europamästerskap |
| År               | Typ              | Värdort           | Land             |
| ---------------- | ---------------- | ----------------- | ---------------- |
| 1996 Detaljer... | Landslag         | Silkeborg         | Danmark          |
| 1997 Detaljer... | Klubblag         | Duisburg          | Tyskland         |
| 1998 Detaljer... | Landslag         | Rom               | Italien          |
| 1999 Detaljer... | Klubblag         | Nottingham        | Storbritannien   |
| 2000 Detaljer... | Landslag         | Malmö             | Sverige          |
| 2001 Detaljer... | Klubblag         | Bremen            | Tyskland         |
| 2002 Detaljer... | Landslag         | Poznań            | Polen            |
| 2003 Detaljer... | Klubblag         | Auronzo           | Italien          |
| 2004 Detaljer... | Landslag         | Stockton-on-Tees  | Storbritannien   |
| 2005 Detaljer... | Klubblag         | Berlin            | Tyskland         |
| 2006 Detaljer... | Landslag         | Prag              | Tjeckien         |
| 2007 Detaljer... | Klubblag         | St Petersburg     | Ryssland         |
| 2008 Detaljer... | Landslag         | Sabaudia          | Italien          |
| 2009 Detaljer... | Klubblag         | Budapest          | Ungern           |
| 2010 Detaljer... | Landslag         | Amsterdam         | Nederländerna    |
| 2011 Detaljer... | Klubblag         | Kiev              | Ukraina          |
| 2012 Detaljer... | Landslag         | Nottingham        | Storbritannien   |
| 2013 Detaljer... | Klubblag         | Hamburg           | Tyskland         |
| 2014 Detaljer... | Landslag         | Račice            | Tjeckien         |
| 2015 Detaljer... | Klubblag         | Divonne-les-Bains | Frankrike        |
| 2016 Detaljer... | Landslag         | Rom               | Italien          |
| 2017 Detaljer... | Klubblag         | Divonne-les-Bains | Frankrike        |
| 2018 Detaljer... | Landslag         | Brandenburg       | Tyskland         |
| 2019 Detaljer... | Klubblag         | Almeria           | Spanien          |

#### ICF och ECA
| Världsmästerskap | Världsmästerskap | Världsmästerskap | Världsmästerskap |
| År               | Typ              | Värdort          | Land             |
| ---------------- | ---------------- | ---------------- | ---------------- |
| 2006 Detaljer... | Landslag         | Kaohsiung        | Taiwan           |
| 2007 Detaljer... | Klubblag         | Gérardmer        | Frankrike        |
| 2008 Detaljer... | Landslag         | Poznan           | Polen            |
| 2009 Detaljer... | Klubblag         | Ulsan            | Sydkorea         |
| 2010 Detaljer... | Landslag         | Szeged           | Ungern           |
| 2011 Detaljer... | Klubblag         | Toronto          | Kanada           |
| 2012 Detaljer... | Landslag         | Milano           | Italien          |
| 2013 Detaljer... | Klubblag         | Kiev             | Ukraina          |
| 2014 Detaljer... | Landslag         | Poznan           | Polen            |
| 2015 Detaljer... | Klubblag         | Račice           | Tjeckien         |
| 2016 Detaljer... | Landslag         | Moskva           | Ryssland         |
| 2017 Detaljer... | Klubblag         | Venedig          | Italien          |
| 2018 Detaljer... | Landslag         | Gainesville      | USA              |
| 2019 Detaljer... | Klubblag         | Kiev             | Ukraina          |
| 2020 Detaljer... | Landslag         | Indore Bhopal    | Indien           |
| 2021 Detaljer... | Klubblag         | Poznan           | Polen            |
| 2022 Detaljer... | Landslag         | Ternopil         | Ukraina          |

| Europamästerskap | Europamästerskap      | Europamästerskap  | Europamästerskap |
| År               | Typ                   | Värdort           | Land             |
| ---------------- | --------------------- | ----------------- | ---------------- |
| 2015 Detaljer... | Landslag och klubblag | Auronzo di Cadore | Italien          |
| 2017 Detaljer... | Landslag och klubblag | Szeged            | Ungern           |
| 2019 Detaljer... | Landslag och klubblag | Moskva            | Ryssland         |
| 2021 Detaljer... | Landslag och klubblag | Zagreb            | Kroatien         |

## Drakbåt i olika länder

### Sverige
Idag finns fyra aktiva klubbar som tränar och tävlar i drakbåt i Sverige: Tibro Kanotklubb i Tibro, Malmö kanotklubb i Malmö, Örnsbergs kanotklubb i Stockholm och Kajakklubben Eskimå i Karlskrona. Det finns under 2010-talet ett hundratal aktiva drakbåtspaddlare i Sverige. Det svenska drakbåtslandslaget har tävlat internationellt sedan 1990-talet.